# 小行星113355
小行星113355（113355 Gessler）是一颗绕太阳运转的小行星，为主小行星带小行星。该小行星于2002年9月发现。
該小行星以尼克·蓋斯勒（Nick Gessler）命名。

## 轨道参数
小行星113355的轨道半长轴为443 223 151 km（2.9627216 UA），离心率为0.1。